# Bataille de Huaqui
Guerres d'indépendance en Amérique du Sud
Batailles
- Suipacha
- Las Piedras
- Huaqui
- Tucumán
- Cerrito
- Salta
- Campagne Admirable
- Ayohuma
- Buceo
- La Puerta (1814)
- Rancagua
- Sipe-Sipe
- Carthagène
- Chacabuco
- La Puerta (1818)
- Maipú
- Vargas
- Boyacá
- Valdivia
- Carabobo
- Yaguachi
- Pichincha
- Lac Maracaibo
- Junín
- Ayacucho

La bataille de Huaqui eut lieu le 20 juin 1811, en Bolivie, près du Río Desaguadero, au cours des guerres d'indépendance en Amérique du Sud. Les troupes des Provinces-Unies du Río de la Plata y furent défaites par les royalistes espagnols commandés par le général José Manuel de Goyeneche y Barreda. L'armée argentine dut se retirer du Haut-Pérou et ses deux commandants, Juan José Castelli et Antonio Gonzáles de Balcarce furent démis de leurs fonctions et remplacés par le général Manuel Belgrano, qui réorganisa l'armée et la prépara à arrêter la contre-offensive espagnole dans le nord de l'Argentine.

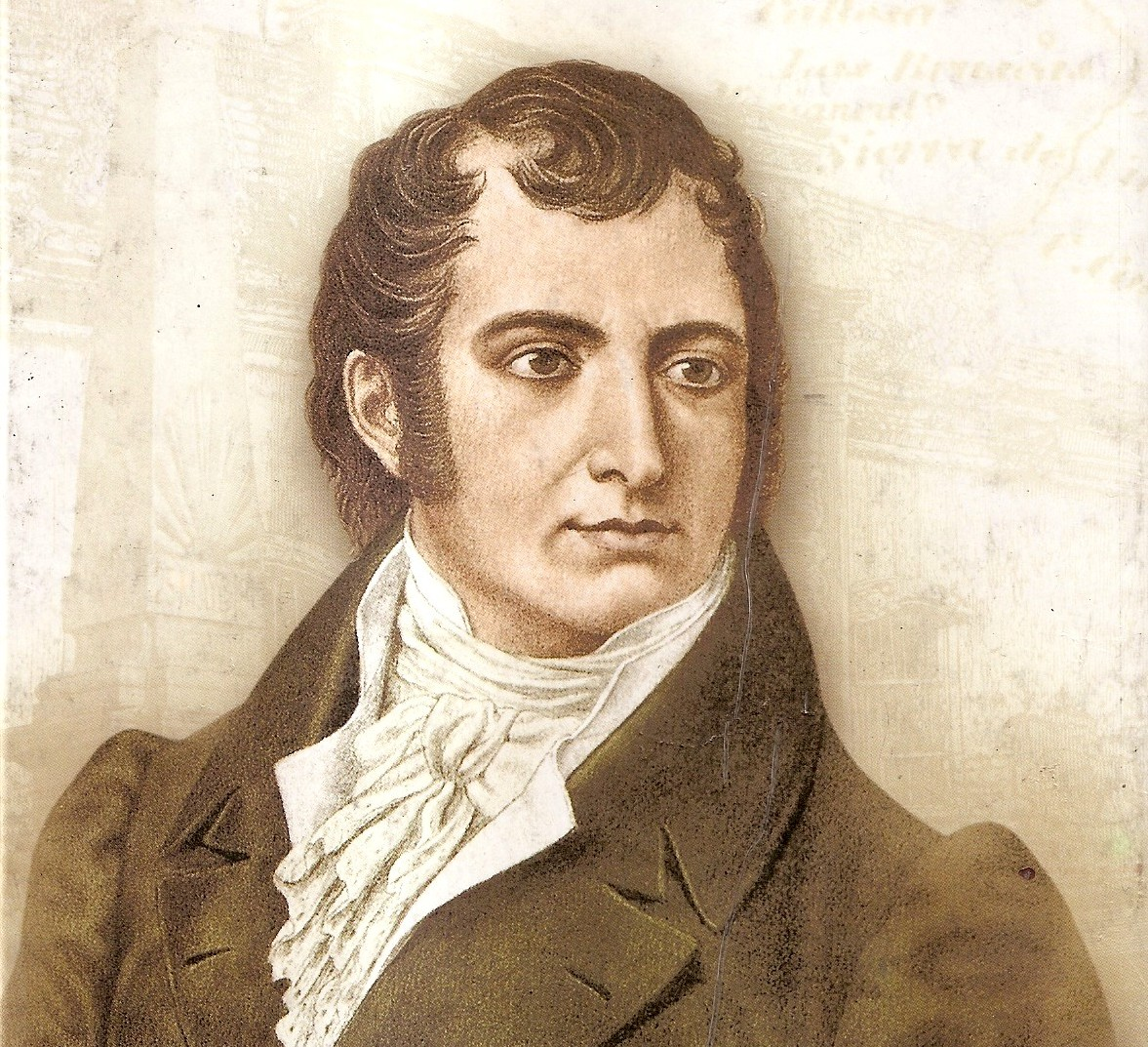
Juan José Castelli, représentant de la Première Junte de Gouvernement de l'Argentine
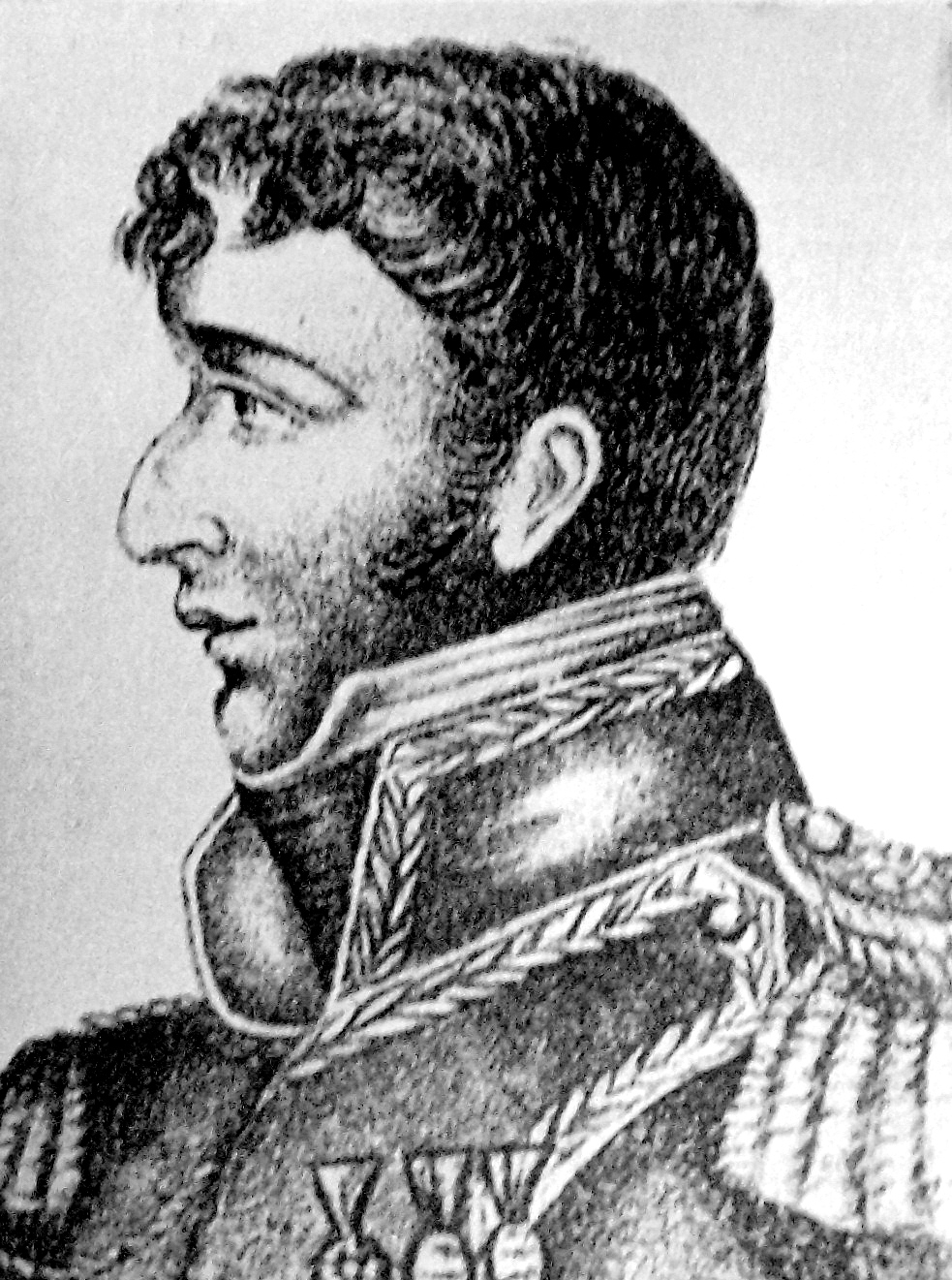
Antonio González Balcarce, directeur suprême des Provinces Unies du Río de la Plata, armée auxiliaire et combinée du Pérou
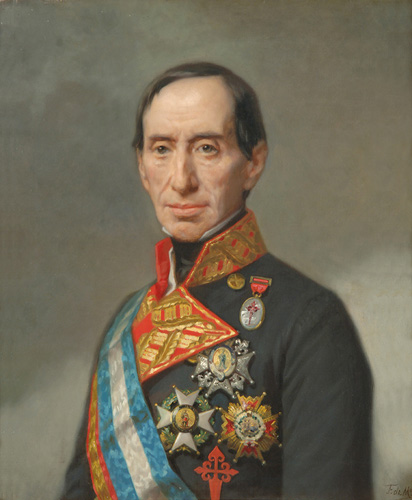
Lieutenant général Jose Manuel de Goyeneche y Barreda, armée royale du Pérou

## Lien externe

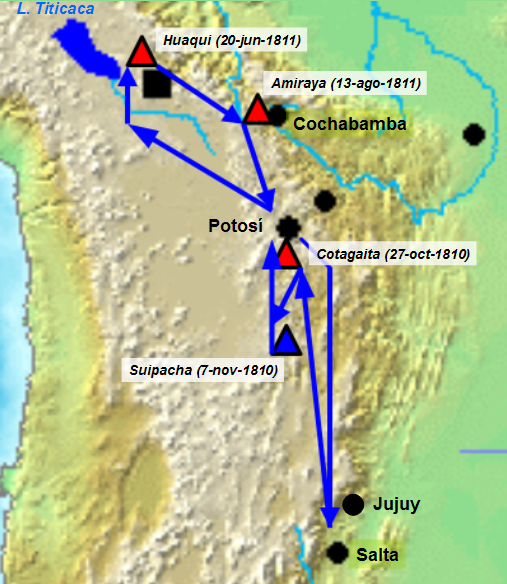
Campagne de l'armée du nord.